# Idioma seto
El idioma seto (seto kiil´) es una lengua del grupo fino-báltico de la familia de lenguas fino-ugrias, hablada por unas 5.000 personas de la etnia seto, que habitan en su gran mayoría en los condados estonios de Põlvamaa y Võrumaa y en el óblast de Pskov en Rusia.
Al tratarse de una lengua aún sin normalizar los lingüistas difieren sobre su estatus, así tenemos tres posiciones diferentes. Algunos lo consideran uno de los cuatro dialectos que engloba el estonio meridional, junto con el võro, el tartu y el mulgi. Otros defienden que junto con el võro constituye un único idioma suficientemente diferenciado del estonio y de hecho se ha intentando unificar y estandarizar ambos creando el võro-seto. Finalmente otros lingüistas apoyan que el seto es un idioma en sí mismo que guarda más relación con el idioma estonio medieval que con el actual estonio normativo, además de poseer una gran tradición histórica y una fuerte identidad conservadas de forma oral a lo largo de los años sobre todo en sus canciones folclóricas llamadas leelo. 
El idioma, prohibido durante la ocupación soviética experimento un fuerte descenso en el número de hablantes durante el siglo XX, aunque actualmente se está intentando prestigiar su uso mediante festivales y celebraciones.

## Escritura
El seto se escribe con el alfabeto latino. El alfabeto completo del seto tiene 32 letras, las cuales, en orden alfabético, son las siguientes:
a, b, c, d, e, f, g, h, i, j, k, l, m, n, o, p, q, r, s, š, t, u, v, w, x, y, z, ž, ä, ö, õ, ü .
| A a | B b | C c | D d | E e | F f | G g | H h |
| I i | J j | K k | L l | M m | N n | O o | P p |
| Q q | R r | S s | Š š | Z z | Ž ž | T t | U u |
| V v | W w | Õ õ | Ä ä | Ö ö | Ü ü | X x | Y y |

## Ejemplo de texto
Artículo 1 de la Declaración Universal de los Derechos Humanos:
- Seto:  Kõik inemiseq sünnüseq vapost ja ütesugumaidsist uma avvo ja õiguisi poolõst. Näile om annõt mudsu ja süämetun'stus ja nä piät ütstõõsõga vele muudu läbi kjauma.
- Võro:  Kõik inemiseq sünnüseq vapos ja ütesugumaidsis uma avvo ja õiguisi poolõst. Näile om annõt mudsu ja süämetunnistus ja nä piät ütstõõsõga vele muudu läbi käümä.
- Estonio:  Kõik inimesed sünnivad vabadena ja võrdsetena oma väärikuselt ja õigustelt. Neile on antud mõistus ja südametunnistus ja nende suhtumist üksteisesse peab kandma vendluse vaim.
- Finlandés:  Kaikki ihmiset syntyvät vapaina ja tasavertaisina arvoltaan ja oikeuksiltaan. Heille on annettu järki ja omatunto, ja heidän on toimittava toisiaan kohtaan veljeyden hengessä.
- Español: Todos los seres humanos nacen libres e iguales en dignidad y derechos y, dotados como están de razón y conciencia, deben comportarse fraternalmente los unos con los otros.